# Gran Premio di Abu Dhabi 2023
Il Gran Premio di Abu Dhabi 2023 è stata la ventiduesima e ultima prova della stagione 2023 del campionato mondiale di Formula 1. La gara si è disputata domenica 26 novembre sul circuito di Yas Marina, posto sull'isola omonima, negli Emirati Arabi Uniti, ed è stata vinta dall'olandese Max Verstappen su Red Bull Racing-Honda RBPT, al cinquantaquattresimo successo in carriera; Verstappen ha preceduto all'arrivo il monegasco Charles Leclerc su Ferrari e il britannico George Russell su Mercedes.
Il messicano Sergio Pérez su Red Bull Racing-Honda RBPT, secondo all'arrivo, è penalizzato di cinque secondi sul tempo di gara per aver causato una collisione. Scala pertanto in quarta posizione. Per Verstappen è l'undicesimo hat trick (pole position, giro veloce e vittoria), dopo il Gran Premio del Qatar, in carriera in Formula 1.
Il Gran Premio segna l'ultima gara in Formula 1 per l'Alfa Romeo e per l'AlphaTauri, con queste denominazioni. All'intero weekend di gara hanno assistito 170 000 spettatori, allora nuovo record per il Gran Premio di Abu Dhabi sul circuito di Yas Marina. Il precedente primato apparteneva all'edizione del 2022, caratterizzata da una presenza di 160 000 spettatori nel fine settimana.

## Vigilia

### Aspetti tecnici
Per questo Gran Premio la Pirelli, fornitore unico degli pneumatici, offre la scelta tra gomme di mescola C3, C4 e C5, la tipologia di mescole più morbide che caratterizzano l'intera gamma messa a disposizione dall'azienda fornitrice degli pneumatici per il campionato. Essa viene scelta per l'undicesima e ultima volta in stagione, dopo quanto verificatosi già nel precedente Gran Premio di Las Vegas. A partire dall'edizione 2019 del Gran Premio, la Pirelli ha sempre stabilito la stessa tipologia per questo appuntamento.
La Federazione conferma le due tradizionali zone del Drag Reduction System utilizzate sia nel vecchio layout usato dall'edizione inaugurale del 2009 fino al 2020, sia nella nuova configurazione del tracciato introdotta nell'edizione del 2021, dove i piloti possono utilizzare il dispositivo mobile. La prima zona è fissata sul lungo rettilineo posto tra la curva 5 e la curva 6, con detection point stabilito prima della curva 5, mentre la seconda zona è fissata tra la curva 8 e la curva 9, con punto di rilevamento del distacco fra piloti stabilito dopo la curva 7. Nell'edizione precedente, il primo detection point, posto prima della curva 5, fu spostato più indietro. L'organo mondiale dell'automobilismo ha anche analizzato le zone del DRS durante il 2022, introducendo cambiamenti per il 2023 al fine di facilitare i sorpassi o renderli più difficili in alcuni circuiti in cui si riteneva che la zona in cui utilizzare il dispositivo mobile fosse troppo facile o difficile al fine di effettuare un sorpasso. Il circuito di Yas Marina non rientra tra i tracciati oggetto di queste modifiche.
La Federazione stabilisce che, riguardo ai limiti del tracciato, se i piloti non rispettano quest'ultimi con l'entrata o l'uscita della curva 16, il loro tempo sul giro e quello immediamente successivo verranno invalidati dai commissari sportivi. Rispetto all'edizione del 2022, il circuito è oggetto di alcune modifiche. La recinzione per detriti presso la postazione 4.5 dei commissari di percorso sul lato destro è stata estesa di 16 metri. Quella tra la curva 2 e la curva 3 sulla sinistra è stata aumentata a 3,5 metri di altezza. La pista è stata riasfaltata dall'entrata della curva 6 all'uscita della curva 7, e dall'entrata della curva 10 fino all'uscita della curva 11. Tutti i pannelli luminosi sono stati sostituiti con i modelli più recenti. L'uscita della pit lane dispone di nuove luci. L'area di lavoro in cemento dentro la corsia dei box è stata riparata davanti ai garage dal numero 16 al numero 18. Le barriere di protezione TecPro sono state accorciate di 88 metri sul lato destro alla curva 2, di 71 metri sul lato destro alla curva 3, di 34 metri sul lato sinistro alla curva 5 e di 19 metri all'uscita della stessa curva, e di 33 metri sul lato sinistro tra la curva 5 e la curva 6.
Prima dell'inizio della terza sessione di prove libere del venerdì, ai piloti non viene più permesso di superare nella via di uscita dei box a meno che una vettura non rallenti con un problema evidente. La direzione gara comunica che non viene reso disponibile un set aggiuntivo di pneumatici intermedi, alla luce delle previsioni meteo, prima delle qualifiche.

### Aspetti sportivi
Il Gran Premio rappresenta il ventiduesimo e ultimo appuntamento stagionale a distanza di una settimana dalla disputa del Gran Premio di Las Vegas, ventunesima gara del campionato. Per la settima e ultima volta in stagione, il mondiale prevede la disputa di una prova a distanza di una settimana dall'altra. Il Gran Premio è l'ultimo del campionato composto dal numero record di ventidue appuntamenti, come nelle ultime due stagioni. Il campionato si conclude con una settimana in più di differenza rispetto al 2022. Dopo la tenuta del terzo e ultimo appuntamento stagionale negli Stati Uniti d'America, il mondiale torna in Medio Oriente per la prima volta dal Gran Premio del Qatar, al quarto e ultimo appuntamento complessivo in questa regione, e il sesto e ultimo in Asia. Il Gran Premio di Abu Dhabi è il decimo e ultimo evento dopo la pausa estiva obbligatoria per squadre e piloti, nonché l'undicesima e ultima gara della seconda parte di stagione, e l'ultimo di tre appuntamenti complessivi calanderizzati nel mese di novembre. Il mondiale disputa una gara sulla tipologia di tracciato permanente per la prima volta dalla disputa del Gran Premio di San Paolo. Il contratto per l'inserimento della gara nel calendario mondiale, che prevede la disputa della corsa come ultima prova del campionato, sempre sul circuito di Yas Marina, è stato rinnovato nel mese di dicembre 2021 fino alla stagione 2030. Sponsor del Gran Premio, come fin dall'edizione inaugurale del 2009, è la compagnia locale di bandiera Etihad Airways. A questa edizione assistono 170 000 spettatori nel corso del weekend di gara, battendo il record precedente di 160 000 spettatori registrato nell'edizione del 2022.
Presente nel calendario del campionato mondiale di Formula 1 fin dalla stagione 2009, il Gran Premio di Abu Dhabi vede la disputa della sua quindicesima edizione. Una volta aggiunto al calendario del campionato mondiale di Formula 1, il Gran Premio fu il secondo della storia della categoria a disputarsi in Medio Oriente, dopo il Gran Premio del Bahrein, debuttante nella stagione 2004. Il circuito di Yas Marina, sede della gara, è il tracciato ad aver ospitato tutte le edizioni della corsa, su due principali configurazioni. La prima utilizzata dall'edizione inaugurale del 2009 fino all'edizione del 2020, mentre la seconda in uso dalla disputa dell'edizione precedente del 2021. I cambiamenti per la seconda configurazione, al fine di favorire i sorpassi, sono stati apportati al tornante prima del primo rettilineo, con la chicane prima di esso rimossa e la curva stessa allargata con una sezione stradale più larga, alla sequenza di curve a 90 gradi, alla fine del secondo rettilineo, dove è stata sostituita da un'unica curva, e nel terzo settore, dove le curve sono state aperte leggermente per cercare di permettere alle vetture di seguirsi meglio. La lunghezza della pista, da percorrere comunque sempre in senso antiorario, fu ridotta, così come il numero totale di curve. La distanza di gara fu invece aumentata di qualche giro. È l'unico circuito fra tutti quelli presenti in calendario dove l'uscita della corsia dei box percorre un breve tratto caratterizzato da un sottopassaggio. Fin dalla prima edizione fu annunciato che l'inizio della gara era stato posticipato alle 17:00 ore locali, per favorirne la visione al pubblico europeo, con la gara partente al tramonto e terminante in notturna. Nell'edizione del 2014 il punteggio da assegnare fu raddoppiato, per la prima volta nella storia del mondiale.
Il Gran Premio figura quale ventiduesima e ultima prova del campionato. Inizialmente la gara doveva rappresentare il ventitreesimo appuntamento, segnando un nuovo record per il maggior numero di corse durante una stagione, come nelle ultime due stagioni. A pochi giorni dalla disputa del Gran Premio dell'Emilia-Romagna, esso viene annullato a causa dell'ondata eccezionale di maltempo che prima del weekend di gara si abbatte sulla regione. La gara non viene rimpiazzata nel corso della stagione. L'appuntamento di Abu Dhabi è l'ultimo della stagione, per la dodicesima volta. Fin dall'edizione inaugurale del 2009, il Gran Premio è stato appannaggio dell'ultima prova dell'anno, eccezione fatta per le stagioni 2011, 2012 e 2013, in cui il soppresso Gran Premio del Brasile fu scelto come l'ultima gara. Inizialmente erano sorti dubbi riguardo allo svolgimento dell'evento per il conflitto Gaza-Israele, ma la Formula 1 ha ribadito che la corsa non rischia di essere annullata. La situazione è stata chiarita con le squadre, le quali sono state rassicurate sul regolare svolgimento dell'evento.
Vista la collocazione come ultima prova in calendario, la corsa è stata oggetto dell'assegnazione dei titoli piloti e costruttori, rispettivamente per quattro volte e una volta. Sebastian Vettel vinse il primo dei suoi quattro titoli iridati con la Red Bull Racing nell'edizione del 2010, seguito dal pilota britannico della Mercedes, Lewis Hamilton, nel 2014, al suo primo titolo con la scuderia tedesca e il secondo dei sette complessivi, da Nico Rosberg, campione nella gara del 2016 con la Mercedes, per l'unico titolo in carriera, e dal pilota olandese della Red Bull Racing, Max Verstappen che si assicurò il primo dei tre titoli mondiali nella gara del 2021, con la stessa scuderia austriaca. Nella stessa edizione la Mercedes vinse l'ottavo titolo costruttori. Hamilton è il pilota di maggior successo in questo appuntamento, con cinque vittorie. Il britannico vinse l'edizione del 2011 con la McLaren, e con la Mercedes nel 2014, 2016, 2018 e 2019. Vettel vinse per tre volte, nel 2009, 2010 e 2013, così come Verstappen, nel 2020, 2021 e 2022, entrambi con la Red Bull Racing. Kimi Räikkönen vinse l'edizione del 2012 con l'ex scuderia Lotus, Rosberg nel 2016 con la Mercedes, e il pilota finlandese dell'Alfa Romeo, Valtteri Bottas, nel 2017, sempre con la scuderia tedesca. La Red Bull Racing e la Mercedes sono i costruttori di maggior successo, con sei affermazioni a testa, seguite dalla McLaren e dalla Lotus, con una vittoria. Hamilton ha ottenuto il maggior numero di pole position, con cinque. La prima arrivò nell'edizione inaugurale del 2009 con la McLaren, seguita da quella del 2012, sempre con la stessa scuderia. Le restanti tre sono state ottenute con la Mercedes, nel 2016, 2018 e 2019. Verstappen detiene le ultime tre partenze al palo con la Red Bull Racing, seguito da Vettel e Rosberg con due a testa, rispettivamente nel 2010 e 2011 con la Red Bull Racing e nel 2014 e 2015 con la Mercedes. Mark Webber e Bottas detengono una pole position a testa, rispettivamente nel 2013 e 2017 con team austriaco e tedesco. Verstappen, in caso di successo, diventerebbe il terzo pilota col maggior numero di vittorie nella storia della categoria, staccando di una lunghezza Vettel e posizionandosi al terzo posto nella classifica di tutti i tempi, dietro solo a Hamilton (103) e Michael Schumacher (91). Il pilota australiano della McLaren, Oscar Piastri, e quello statunitense della Williams, Logan Sargeant, debuttanti in questo campionato, hanno già corso sul circuito di Yas Marina. Piastri corse nel campionato di Formula 4 degli Emirati Arabi Uniti nel 2016-2017, per otto volte, di cui il miglior piazzamento il terzo posto, per due volte, nella Formula Renault Eurocup del 2019, dove ottenne una vittoria e un quarto posto, e in Formula 2, nel 2021, con un terzo posto nella prima sprint race e un ritiro nella seconda, e la vittoria nella feature race, cui valse il titolo nella categoria. Sargeant ci corse nello stesso campionato di Formula 4 degli Emirati Arabi Uniti, nella stessa stagione e per dodici volte, di cui il miglior piazzamento il secondo posto, per otto volte, e in Formula 2, nel 2022, con un sesto posto nella sprint race e un quinto posto nella feature race. Nell'edizione precedente dalla gara prese parte alla prima sessione di prove libere, sempre con la Williams.
L'Alfa Romeo e l'AlphaTauri disputano l'ultimo appuntamento del mondiale e della categoria sotto questa denominazione. La scuderia svizzera termina la sua partnership sia come title sponsor sia come partner tecnico, dopo aver collaborato e contribuito fin dalla stagione 2018 con l'omonima casa automobilistica italiana. Sauber si prepara a diventare il team ufficiale Audi nel 2026, come fornitore di motori. La scuderia corre con la stessa livrea del precedente Gran Premio di Las Vegas in cui vi è presente una colorazione nera. Per la scuderia di Faenza è previsto un cambio di nome e un parziale trasferimento a Milton Keynes, nel Regno Unito, per una ristrutturazione gestionale. Come nel precedente Gran Premio a Las Vegas, il team italiano corre con una speciale livrea che si ispira alle forme e alle linee usate dall'artista Brendan Monroe. Franz Tost, al timone della squadra fin dalla precedente denominazione di Toro Rosso, disputa l'ultimo Gran Premio nel ruolo di team principal, per essere rimpiazzato da Laurent Mekies, ex direttore sportivo della Ferrari, nel 2024. L'Aston Martin corre con la denominazione di Aston Martin Aramco Cognizant F1 Team per l'ultima volta in quanto Cognizant non sarà più title sponsor nella stagione successiva. La Mercedes, insieme alla scuderia britannica, confermano i piloti di riserva, il tedesco Mick Schumacher e il brasiliano Felipe Drugovich, anche per la stagione seguente; la McLaren annuncia il messicano Patricio O'Ward, pilota dell'IndyCar Series, nello stesso ruolo. La scuderia di Woking corre con una speciale livrea per conto dell'iniziativa "Driven by Change". Il costruttore estende il proprio rapporto con la Mercedes per la fornitura di power unit fino alla stagione 2030, dopo il precedente accordo valido fino al 2025.
Dieci giovani piloti prendono parte alla prima sessione di prove libere del venerdì. Il pilota di riserva dell'Alfa Romeo, di Formula 2 per il team ART Grand Prix e membro della Sauber Academy, il francese Théo Pourchaire, al posto del cinese Zhou Guanyu, col il numero 98. Pourchaire è già stato schierato in stagione al posto del finlandese Valtteri Bottas nella stessa sessione del Gran Premio di Città del Messico. Il pilota di riserva dell'Alpine e di Formula 2 per il team Virtuosi Racing, l'australiano Jack Doohan, al posto del francese Esteban Ocon, con il numero 61. Doohan è già stato schierato in stagione al posto dell'altro francese Pierre Gasly nella stessa sessione del Gran Premio di Città del Messico. Il pilota di riserva dell'Aston Martin e della McLaren, il brasiliano Felipe Drugovich, membro dell'AMF1 Driver Development Programme e campione del mondo di Formula 2 della precedente stagione, al posto dello spagnolo Fernando Alonso, con il numero 34. Drugovich è già stato schierato in stagione al posto del canadese Lance Stroll nella stessa sessione del Gran Premio d'Italia. Il pilota di riserva della Ferrari e membro della Ferrari Driver Academy, Robert Švarcman, al posto del monegasco Charles Leclerc, con il numero 39. Švarcman è già stato schierato in stagione al posto dello spagnolo Carlos Sainz Jr. nella stessa sessione del Gran Premio d'Olanda. Švarcman è un pilota russo, ma è costretto a correre da atleta neutrale potendo utilizzare la bandiera della Federazione a causa del divieto degli emblemi nazionali russi a seguito dell'invasione russa dell'Ucraina. Successivamente, a partire dalla stagione 2022, decide di utilizzare la licenza israeliana in virtù della doppia cittadinanza. Il pilota di riserva della Haas e di Formula 2 per il team Prema Racing, il britannico Oliver Bearman, e membro della Ferrari Driver Academy, al posto del tedesco Nico Hülkenberg, con il numero 50. Bearman è già stato schierato in stagione al posto del danese Kevin Magnussen nella stessa sessione del Gran Premio di Città del Messico. Il pilota di riserva della McLaren e dell'IndyCar Series, il messicano Patricio O'Ward, al posto del britannico Lando Norris, con il numero 29. Il compagno di scuderia di Bearman, il danese Frederik Vesti, alla Mercedes, al posto del britannico Lewis Hamilton, con il numero 42. Vesti è già stato schierato in stagione al posto dell'altro britannico George Russell nella stessa sessione del Gran Premio di Città del Messico. Il pilota campione del mondo 2022-2023 di Formula E, il britannico Jake Dennis, e il pilota francese di Formula 2 per l'Hitech Grand Prix, Isack Hadjar, alla Red Bull Racing al posto rispettivamente dell'olandese Max Verstappen e del messicano Sergio Pérez, con i numeri 36 e 37. Hadjar è già stato schierato in stagione al posto del giapponese Yuki Tsunoda all'AlphaTauri, nella stessa sessione del Gran Premio di Città del Messico, con il numero 41. Il pilota di Formula 3 per il team Prema Racing alla Williams e membro della Williams Driver Academy, il britannico Zak O'Sullivan, al posto del thailandese Alexander Albon, con il numero 45. Per Dennis e O'Sullivan si tratta del debutto in una sessione ufficiale di un Gran Premio di Formula 1. Le nove scuderie rispecchiano quanto previsto nel regolamento sportivo valevole della stagione precedente, in cui tutte le squadre iscritte al campionato hanno l'obbligo di schierare, durante le sessioni di prove libere, almeno due piloti giovani. Dieci giovani piloti, dei venti titolari, prendono parte alla sessione, stabilendo un nuovo record per il maggior numero di piloti diversi dai titolari schierati in sessione, e battendo quello dell'edizione precedente della gara, dove furono schierati otto diversi piloti. Doohan, Švarcman, Drugovich e O'Ward presero parte alla stessa sessione dell'edizione 2022. Per gli ultimi due si trattò del debutto ufficiale in una sessione della massima categoria.
Nella riunione della F1 Commission tenutasi nella giornata del venerdì, la Federazione dirama una nota ufficiale nella quale sono elencate le decisioni prese. Relativamente al formato per i Gran Premi dove avviene la disputa della Sprint, la Commissione ha dato il suo sostegno generale a un aggiornamento del formato per la stagione successiva, per razionalizzare ulteriormente il fine settimana separando le attività della Sprint da quelle del Gran Premio. Il calendario definitivo degli eventi dove è prevista la disputa della Sprint viene pubblicato nelle successive settimane. Il Comitato Consultivo Sportivo lavora su dettagli specifici, in particolare per quanto riguarda i tempi e i regolamenti del parco chiuso. Negli scorsi mesi sono stati testati dei "paraspruzzi" dalla Mercedes e dalla McLaren nel tentativo di trovare una soluzione al sollevamento di una nube d’acqua che causa problemi di visibilità in caso di gara bagnata. Un ulteriore test avrà luogo nella primavera del 2024. Per quanto riguarda gli pneumatici è stato stabilito che le termocoperte saranno in uso anche nel 2025. In più, l’esperimento relativo alle qualifiche con le gomme dure in Q1, le medie in Q2 e le soft in Q3 viene accantonato. In seguito delle temperature estreme registrate durante il Gran Premio del Qatar, la Commissione ha approvato gli aggiornamenti del regolamento tecnico per consentire l’installazione sulla vettura di uno strumento per aumentare il raffreddamento del pilota. La Commissione ha concordato che non si può lavorare allo sviluppo di una vettura per la stagione 2026 prima dell’inizio del 2025. È stato approvato un aggiornamento del regolamento tecnico relativo alla sicurezza, che attenua il pericolo creato dai componenti metallici nel fondo vettura. La Commissione ha anche approvato ulteriori perfezionamenti in merito all’esclusione dei costi delle iniziative di sostenibilità dal regolamento finanziario.
L'ex pilota di Formula 1 Vitantonio Liuzzi è nominato commissario aggiunto. L'italiano ha svolto in passato, in diverse occasioni, tale funzione, l'ultima nel Gran Premio di San Paolo. Per cause di forza maggiore, Liuzzi non è disponibile per ricoprire il ruolo nella giornata del giovedì. I commissari nominano Dennis Dean quale sostituto di Liuzzi per tale giornata. È la casa automobilistica inglese Aston Martin a fornire la safety car e la medical car.

## Prove

### Resoconto
Nella prima sessione di prove libere la pista segna una temperatura di 41 °C; questo non impedisce a George Russell, il pilota più rapido, di chiudere un giro di ben sei decimi più veloce del migliore tempo della passata edizione. Alle sue spalle si è classificato Felipe Drugovich, il migliore dei dieci piloti rookie impegnati nella sessione. Terzo è Ricciardo, davanti a Bottas; entrambi guidano vetture che presentano delle novità tecniche.
Al termine della prima sessione di prove libere, Lance Stroll e Frederik Vesti vengono convocati dai commissari sportivi in quanto il pilota canadese ha guidato lentamente, non necessariamente, tra la curva 15 e la curva 16, in un episodio che ha coinvolto il pilota danese. L'Aston Martin viene multata di 5 000 euro da parte della Federazione. Logan Sargeant e Jack Doohan vengono convocati in quanto lo statunitense ha guidato in modo irregolare, tra la curva 15 e la curva 16, in un episodio che ha coinvolto il pilota australiano. Sargeant riceve una reprimenda, la seconda della stagione, mentre la Williams viene multata di 5 000 euro da parte della Federazione. Entrambe le convocazioni erano state posticipate per permettere ai piloti di Formula 2 di partecipare alla sessione di qualifica.
Nella sessione del pomeriggio il migliore è Charles Leclerc, mentre è secondo Lando Norris, staccato di pochi millesimi. Il pilota della McLaren precede Verstappen. Il campione del mondo è stato autore anche di un'incomprensione, nella corsia di uscita dei box, prima del sottopassaggio, con le Mercedes, che non sembravano disposte a cedere strada. La sessione è stata interrotta, dopo pochi minuti, per un incidente che ha coinvolto Carlos Sainz Jr.: lo spagnolo è uscito di pista, alla curva 3, quando, per un problema di scia, non è riuscito a controllare la vettura, a causa anche di una sconnessione, e del saltellamento che la monoposto aveva già evidenziato nella prima sessione di prove. L'interruzione si è protratta per quasi mezz'ora. Poco dopo la ripresa Nico Hülkenberg, dopo la prima curva, ha perso il controllo della sua Haas, per non essere riuscito a portare in temperatura gli pneumatici. Anche in questo caso l'interruzione delle prove è stata consistente, tanto che i piloti hanno avuto a disposizione solo diciotto minuti finali di sessione.
Durante le prime due sessioni di prove libere del venerdì, Esteban Ocon l'assemblaggio di una trasmissione al di fuori dell'allocazione prevista secondo il regolamento tecnico. Il pilota francese dell'Alpine non è penalizzato sulla griglia di partenza in quanto tale operazione rientra tra quelle effettuabili nel numero massimo consentito dal regolamento tecnico.
Nella notte tra il venerdì e il sabato, la Ferrari, la Mercedes e l'Aston Martin utilizzano uno dei due coprifuochi concessi durante la stagione per effettuare le operazioni sulle proprie vetture. Tutte e tre le scuderie non ricevono sanzioni.
Prima dell'inizio della terza sessione di prove libere del sabato, sulla vettura di Kevin Magnussen viene installata la settima unità relativa all'impianto di scarico. Il pilota danese della Haas non è penalizzato sulla griglia di partenza in quanto il nuovo componente installato rientra tra quelli utilizzabili nel numero massimo stabilito dal regolamento tecnico.
La sessione del sabato vede George Russell cogliere il miglior tempo. Le Mercedes hanno diversificato il loro lavoro, tanto che Hamilton, concentrato sulla messa a punto della vettura per la gara, ha solo il dodicesimo tempo. Hanno confermato la loro velocità le McLaren, che sono seconda e terza. Al quarto posto è scalato Albon, che risulta il pilota più rapido nei primi due settori della pista. La Red Bull Racing ha, invece, palesato problemi di assetto, con Verstappen che ha chiuso col sesto tempo, mentre Pérez è undicesimo nella graduatoria.

### Risultati
Nella prima sessione del venerdì si è avuta questa situazione:
| Pos | Nº | Pilota           | Costruttore                  | Tempo    | Gap    | Giri |
| --- | -- | ---------------- | ---------------------------- | -------- | ------ | ---- |
| 1   | 63 | George Russell   | Mercedes                     | 1'26"072 |        | 26   |
| 2   | 34 | Felipe Drugovich | Aston Martin Aramco-Mercedes | 1'26"360 | +0"288 | 26   |
| 3   | 3  | Daniel Ricciardo | AlphaTauri-Honda RBPT        | 1'26"433 | +0"361 | 26   |

Nella seconda sessione del venerdì si è avuta questa situazione:
| Pos | Nº | Pilota          | Costruttore                | Tempo    | Gap    | Giri |
| --- | -- | --------------- | -------------------------- | -------- | ------ | ---- |
| 1   | 16 | Charles Leclerc | Ferrari                    | 1'24"809 |        | 16   |
| 2   | 4  | Lando Norris    | McLaren-Mercedes           | 1'24"852 | +0"043 | 18   |
| 3   | 1  | Max Verstappen  | Red Bull Racing-Honda RBPT | 1'24"982 | +0"173 | 17   |

Nella sessione del sabato mattina si è avuta questa situazione:
| Pos | Nº | Pilota         | Costruttore      | Tempo    | Gap    | Giri |
| --- | -- | -------------- | ---------------- | -------- | ------ | ---- |
| 1   | 63 | George Russell | Mercedes         | 1'24"418 |        | 14   |
| 2   | 4  | Lando Norris   | McLaren-Mercedes | 1'24"513 | +0"095 | 16   |
| 3   | 81 | Oscar Piastri  | McLaren-Mercedes | 1'24"810 | +0"392 | 16   |

## Qualifiche

### Resoconto
I piloti entrano in pista solo dopo che sono trascorsi quattro minuti dall'inizio della sessione. Prima Sargeant poi Verstappen scalano al primo posto, anche se il tempo dello statunitense viene cancellato, per il mancato rispetto dei limiti della pista. Norris si pone a due decimi da Verstappen, mentre resta più lontano Sergio Pérez. Leclerc si piazza terzo, staccato di quattro decimi dal campione del mondo, mentre Sainz Jr. è settimo. Risultano in maggiore difficoltà le Mercedes. La pista si velocizza, di passaggio in passaggio. Le due Williams risalgono nelle prime posizioni ma, nuovamente, il tempo di Logan Sargeant viene cancellato. Nico Hülkenberg prende il quarto tempo, e subito dietro si pone Hamilton. Norris batte il tempo del pilota della Haas, e alle sue spalle risale Stroll. Fa anche meglio Yuki Tsunoda, che sale secondo. Rientrano in zona qualificazione Valtteri Bottas e Esteban Ocon, così come Kevin Magnussen e Piastri. Carlos Sainz Jr. è in pericolo di eliminazione, che accade con l'arrivo di Pérez. Oltre allo spagnolo, non accedono alla fase seguente Magnussen, Bottas, Zhou e Sargeant.
In questa seconda fase Albon segna 1'24"965, tempo di sette decimi peggiore di quello colto in Q1. Lewis Hamilton e poi Russell e, infine, Verstappen, si alternano in vetta. Poco dopo Tsunoda sale terzo. Anche l'altra AlphaTauri, quella di Ricciardo, è veloce, col sesto tempo. Si installa quarto Fernando Alonso, in seguito battuto da Leclerc; ad avvicinarsi maggiormente a Verstappen è il suo compagno di team Pérez, staccato di quattro decimi. Le McLaren sono subito rapide: Piastri prende il terzo tempo, mentre Norris sale a soli 0"180 da Verstappen. Albon migliora, portandosi a sette decimi dal primo posto; Hülkenberg prende il quarto posto, mentre Daniel Ricciardo il settimo. Leclerc rimonta terzo, davanti a Gasly, quarto. Entrano nei primi dieci Tsunoda (sesto) e Lance Stroll (nono). Il tempo del canadese è battuto da Ocon, mentre Alonso sale sesto. Successivamente Hamilton è decimo, ma viene eliminato dal quarto tempo di Russell. Alla Q3 non partecipano, oltre all'ex campione del mondo, Ocon, Stroll, Albon e Ricciardo.
Nel primo tentativo della fase conclusiva Norris ottiene un migliore parziale, nella prima sezione, rispetto a Max Verstappen, che però chiude col tempo globale migliore (1'23"445). Il miglior tempo del primo settore, però, è di Piastri. Norris chiude il giro a quattro decimi dall'olandese. Alle sue spalle c'è Pérez, battuto però da Piastri. Dopo un errore, all'ultima curva, Charles Leclerc chiude solo con l'ottavo tempo. Meglio fa Tsunoda, col quinto tempo, davanti a Hülkenberg e Alonso. In seguito scala quarto Russell. Le McLaren affrontano il loro secondo tentativo con gomme nuove, a differenza del primo giro veloce. Norris, penalizzato da un errore nella parte finale della pista, non si migliora, mentre Piastri è capace di battere il tempo del suo compagno di team. Alonso segna il quarto tempo, mentre Leclerc strappa la seconda prestazione. Verstappen non si migliora, come fa invece Tsunoda che sale quinto. Hülkenberg ottiene il settimo tempo; Pérez, quinto, vede il suo tempo annullato per il mancato rispetto dei limiti della pista. Russell, terzo, sale in seconda fila.
Max Verstappen conquista la trentaduesima pole position in carriera, la dodicesima e l'ultima della stagione, la prima da quella ottenuta nel Gran Premio di San Paolo. Il tre volte campione del mondo eguaglia il numero delle pole position di Nigel Mansell, al settimo posto nella classifica di tutti i tempi. Per Verstappen è la quarta partenza al palo nel Gran Premio di Abu Dhabi, nonché consecutiva. Per la Red Bull Racing è la novantacinquesima partenza in prima posizione della storia e la quattordicesima e ultima del campionato, la prima da quella a San Paolo proprio con Verstappen. Per la scuderia di Milton Keynes è la settima pole position ad Abu Dhabi, nonché le ultime quattro consecutive. Il costruttore austriaco diventa quello con il maggior numero di partenze in prima posizione in questo appuntamento, staccando di una lunghezza la Mercedes. Per Leclerc, secondo, è la prima partenza in prima fila nel Gran Premio di Abu Dhabi e la quinta della stagione, la serie più lunga di qualsiasi pilota in griglia. La terza posizione di Piastri segna la terza partenza nei primi tre posti in campionato per la stagione di debutto dell'australiano nell'ultima sessione di qualifiche dell'anno. Piastri diventa il primo compagno di squadra a battere Norris in qualifica in questo appuntamento. La quarta posizione di Russell è la miglior partenza ad Abu Dhabi in carriera, mentre per Tsunoda la sesta posizione è il miglior risultato di sempre qualifica. Per Alonso, settimo, è la miglior posizione di partenza sul circuito di Yas Marina dall'edizione del 2012 con la Ferrari. Hülkenberg, ottavo, è qualificato al Q3 per la sesta volta consecutiva in questo Gran Premio, e per l'ottava volta in stagione. Il compagno di scuderia Magnussen è eliminato per la dodicecima volta nella prima fase. Con il secondo tempo del Q3 cancellato per aver superato i limiti del tracciato, Pérez è qualificato nono, per una posizione di partenza media di 10,4 negli ultimi diciassette Gran Premi del campionato. Il decimo posto per Gasly segna la sua seconda apparizione in Q3 ad Abu Dhabi in sette qualificazioni. Hamilton non raggiunge il Q3 per il secondo appuntamento consecutivo per la prima volta dai Gran Premi di Germania e Ungheria della stagione 2014. Ocon, dodicesimo, manca l'accesso al Q3 nelle ultime quattro gare dell'anno, mentre Stroll si è qualificato all'ultima fase solamente per una volta nelle ultime dieci gare. Per Sainz Jr. era la serie più lunga di 83 gare senza essere eliminato in Q1 dal Gran Premio del Brasile 2019 con la McLaren, dove partì ultimo ma ottenne il primo podio in carriera. Nelle ultime quattro gare, Bottas ha siglato due apparizioni in Q3 e due eliminazioni in Q1. Per il compagno di squadra Zhou è stata la quindicesima eliminazione nella prima fase. Sargeant è eliminato in Q1 per la diciassettesima volta in stagione, più di qualsiasi altro pilota in griglia, dopo la qualificazione nei primi sei nel precedente Gran Premio di Las Vegas. L'ultimo tempo in Q1 dello statunitense, cancellato per aver superato i limiti della pista, sarebbe stato sufficiente per il passaggio al Q2, come accaduto nel Gran Premio d'Arabia Saudita. Sargeant viene battuto dal compagno di squadra Albon in qualifica per l'intera stagione, occorrenza che si verifica per la prima volta in Formula 1 da quando accaduto al pilota che lo ha sempre sopravanzato nelle prove ufficiali; il thailandese fu battuto in qualifica in un intero campionato da Verstappen, nella stagione 2020. Per l'olandese, alla quinta prima fila nel Gran Premio di Abu Dhabi, è la quarta pole position sul circuito di Yas Marina, diventando la pista, insieme al tracciato del Red Bull Ring, dove ha ottenuto più partenze davanti a tutti. Il Gran Premio diventa quello dove il campione del mondo ha ottenuto il maggior numero di pole position. Verstappen ottiene quattro pole position consecutive ad Abu Dhabi, per una nuova sequenza record. Oltre al pilota della Red Bull Racing, nessuno ne ha mai ottenute più di due di fila. Con dodici pole position in stagione, Verstappen conquista, per la seconda volta dopo il 2021, il Trofeo Pole FIA, riconoscimento introdotto nella stagione 2014, la prima dell'era turbo-ibrida della categoria. La Red Bull Racing ottiene sette pole position nel Gran Premio di Abu Dhabi e sul circuito di Yas Marina, eguagliando il maggior numero di partenze al palo di quello del Giappone e sul circuito di Suzuka. I piloti della Mercedes concludono la stagione in parità con un punteggio di 11-11 nel duello testa a testa in qualifica, gli unici compagni di squadra in parità alla fine della stagione. La Haas, ultima in classifica costruttori, termina la stagione presentando almeno un pilota in Q3 per il secondo Gran Premio di fila. Il circuito di Yas Marina è l'unico in calendario in cui nelle otto edizioni dal 2015 al 2022 il vincitore è sempre stato quello partito dalla pole position. Otto scuderie diverse occupano le primi dieci posizioni. Verstappen e Leclerc partono in prima fila per la terza gara consecutiva.
Al termine delle qualifiche, Oscar Piastri e Pierre Gasly vengono convocati dai commissari sportivi in quanto il pilota australiano ha ostacolato quello francese alla curva 4, nel corso della Q3. Piastri non riceve sanzioni. Sono stati cancellati otto tempi dai commissari sportivi ai piloti per non aver rispettato i limiti della pista, durante le qualifiche. Si sono visti cancellare il tempo due volte Logan Sargeant (entrambe le volte alla curva 1) e Nico Hülkenberg (entrambe le volte alla curva 16), una volta Zhou Guanyu (alla curva 16), Max Verstappen (alla curva 16), Sergio Pérez (alla curva 1) e Pierre Gasly (alla curva 1). Piastri non riceve sanzioni da parte dei commissari sportivi, per non aver rispettato le istruzioni stabilite dalla direzione gara. Il pilota australiano della McLaren ha superato il tempo limite di un minuto e 35 secondi valevole tra la seconda linea della safety car e la prima di essa, nel corso del secondo giro, durante la Q1.

### Risultati
Nella sessione di qualifica si è avuta questa situazione:
| Pos                         | Nº | Pilota           | Costruttore                  | Q1          | Q2       | Q3       | Griglia |
| --------------------------- | -- | ---------------- | ---------------------------- | ----------- | -------- | -------- | ------- |
| 1                           | 1  | Max Verstappen   | Red Bull Racing-Honda RBPT   | 1'24"160    | 1'23"740 | 1'23"445 | 1       |
| 2                           | 16 | Charles Leclerc  | Ferrari                      | 1'24"459    | 1'23"969 | 1'23"584 | 2       |
| 3                           | 81 | Oscar Piastri    | McLaren-Mercedes             | 1'24"487    | 1'24"278 | 1'23"782 | 3       |
| 4                           | 63 | George Russell   | Mercedes                     | 1'24"337    | 1'24"013 | 1'23"788 | 4       |
| 5                           | 4  | Lando Norris     | McLaren-Mercedes             | 1'24"368    | 1'23"920 | 1'23"816 | 5       |
| 6                           | 22 | Yuki Tsunoda     | AlphaTauri-Honda RBPT        | 1'24"286    | 1'24"207 | 1'23"969 | 6       |
| 7                           | 14 | Fernando Alonso  | Aston Martin Aramco-Mercedes | 1'24"501    | 1'24"131 | 1'24"084 | 7       |
| 8                           | 27 | Nico Hülkenberg  | Haas-Ferrari                 | 1'24"425    | 1'24"213 | 1'24"108 | 8       |
| 9                           | 11 | Sergio Pérez     | Red Bull Racing-Honda RBPT   | 1'24"209    | 1'24"116 | 1'24"171 | 9       |
| 10                          | 10 | Pierre Gasly     | Alpine-Renault               | 1'24"600    | 1'24"078 | 1'24"548 | 10      |
| 11                          | 44 | Lewis Hamilton   | Mercedes                     | 1'24"437    | 1'24"359 | N.D.     | 11      |
| 12                          | 31 | Esteban Ocon     | Alpine-Renault               | 1'24"565    | 1'24"391 | N.D.     | 12      |
| 13                          | 18 | Lance Stroll     | Aston Martin Aramco-Mercedes | 1'24"405    | 1'24"422 | N.D.     | 13      |
| 14                          | 23 | Alexander Albon  | Williams-Mercedes            | 1'24"298    | 1'24"439 | N.D.     | 14      |
| 15                          | 3  | Daniel Ricciardo | AlphaTauri-Honda RBPT        | 1'24"461    | 1'24"442 | N.D.     | 15      |
| 16                          | 55 | Carlos Sainz Jr. | Ferrari                      | 1'24"738    | N.D.     | N.D.     | 16      |
| 17                          | 20 | Kevin Magnussen  | Haas-Ferrari                 | 1'24"764    | N.D.     | N.D.     | 17      |
| 18                          | 77 | Valtteri Bottas  | Alfa Romeo-Ferrari           | 1'24"788    | N.D.     | N.D.     | 18      |
| 19                          | 24 | Zhou Guanyu      | Alfa Romeo-Ferrari           | 1'25"159    | N.D.     | N.D.     | 19      |
| Tempo limite 107%: 1'30"051 |    |                  |                              |             |          |          |         |
| NQ                          | 2  | Logan Sargeant   | Williams-Mercedes            | senza tempo | N.D.     | N.D.     | 20      |

In grassetto sono indicate le migliori prestazioni in Q1, Q2 e Q3.

## Gara

### Resoconto
Il poleman Max Verstappen si difende, al via, con successo, dagli attacchi di Leclerc. Seguono le due McLaren, poi George Russell, Tsunoda e Alonso. Al quarto giro Norris prende la terza posizione al suo compagno di team Piastri. All'undicesimo passaggio l'australiano, dopo alcuni giri sotto pressione, cede anche la quarta piazza, a Russell. Piastri si ferma al quattordicesimo giro, per montare gomme hard, così come aveva fatto Fernando Alonso, nel giro precedente. Al quindicesimo giro vanno ai box sia Norris che Russell: il pilota della Mercedes sfrutta il pit stop, più lento, del suo connazionale, per prendergli la posizione.
Al diciassettesimo giro si ferma Verstappen, mentre Leclerc attende il giro successivo. Al comando va così Yuki Tsunoda, che precede Stroll e Verstappen. Il campione del mondo passa presto il pilota dell'Aston Martin. Tsunoda e Stroll attendono il ventitreesimo giro per la sosta: ciò riporta al comando Verstappen, davanti a Leclerc, Russell, il duo della McLaren e Alonso. Poco dopo il pilota spagnolo viene passato da Sergio Pérez. Il messicano della Red Bull Racing, al ventinovesimo passaggio, supera Piastri, per il quinto posto. L'altro pilota della McLaren, Lando Norris, cinque giri dopo, si ferma per la seconda volta, mantenendo la scelta delle gomme dure. Un giro dopo è il turno per Russell, che rimane davanti a Norris. Seguono le soste per Leclerc e Hamilton. Il ferrarista resta davanti a Stroll, Russell e Norris. Il canadese viene passato dai due britannici, con Russell che cerca di ridurre il margine da Leclerc. Al comando si trovano le due Red Bull Racing di Verstappen e Pérez, col secondo che passa ai box, al quarantatreesimo giro, seguito, dopo un giro, dall'olandese. 
Verstappen permane al comando, davanti a Charles Leclerc, Russell, Norris, Tsunoda e Pérez. Il nipponico viene passato da Pérez che, al quarantasettesimo giro, prova il sorpasso anche su Norris. La manovra però porta a una collisione, che costa al pilota della Red Bull Racing una penalizzazione di cinque secondi, sul tempo di gara. Solo due giri dopo Pérez avrà definitivamente la meglio sul pilota della McLaren. A cinque giri dal termine Pérez passa anche Russell, e allunga nel tentativo di mettere, fra lui e il pilota della Mercedes, i cinque secondi necessari, dovuti alla penalizzazione. Leclerc, nell'ottica di portare via punti alla Mercedes, per la classifica costruttori, gli cede la seconda posizione, sperando di agevolarlo nella ricerca del margine di cinque secondi su Russell. A due giri dal termine Alonso prende la settima posizione a Tsunoda che, negli ultimi giri, resiste al ritorno di Hamilton.
Max Verstappen vince il cinquantaquattresimo Gran Premio in carriera, il settimo appuntamento consecutivo, il diciannovesimo e ultimo della stagione. Il tre volte campione del mondo stacca di una lunghezza le vittorie di Sebastian Vettel nella storia del mondiale, posizionandosi al terzo posto nella classifica di tutti i tempi, dietro solamente a Michael Schumacher (91) e Hamilton (103). Per Verstappen è la quarta vittoria nel Gran Premio di Abu Dhabi, nonché consecutiva. Per la Red Bull Racing è la ventunesima e ultima vittoria in campionato, la settima consecutiva e la centotredicesima della propria storia, a una lunghezza dai successi della Williams, al quarto posto di sempre. Il costruttore di Milton Keynes diventa il team più vittorioso sul circuito di Yas Marina, con sette affermazioni, di cui le ultime quattro consecutive proprio con l'olandese. Leclerc, secondo per la seconda gara consecutiva, al trentesimo podio in carriera, il sesto della stagione, è senza vittorie in tre delle sue ultime quattro stagioni con la Ferrari. Il monegasco guadagna due posizioni in graduatoria e termina quinto nella classifica piloti. Russell, terzo, ottiene l'undicesimo podio in carriera, il secondo del campionato dopo quello del Gran Premio di Spagna, nello stesso piazzamento. Con il risultato di Russell, la Mercedes termina seconda nel mondiale costruttori con tre punti di vantaggio sulla Ferrari. Pérez taglia il traguardo in seconda posizione, ma scala in quarta per via della penalità di cinque secondi sul tempo di gara comminatagli per la collisione con Norris. Il messicano ha perso posizioni anche nell'ultimo giro delle due gare precedenti. Con il quinto posto, Norris conclude sesto in classifica generale, con un punto di distacco dal quarto piazzamento finale, mentre con il sesto posto di Piastri, la McLaren conclude quarta nei costruttori, una posizione in più rispetto al 2022. Alonso è settimo e termina quarto in classifica piloti, al suo primo piazzamento tra i primi cinque dal secondo posto nel 2012 e nel 2013 con la Ferrari. Tsunoda è ottavo e termina a punti in tre delle ultime cinque gare. Hamilton è nono e segna solo due punti ad Abu Dhabi nelle ultime due edizioni della corsa. Stroll è decimo, così come termina in questa posizione in classifica piloti. L'Aston Martin termina quinta nei costruttori, due posizioni più in alto rispetto alla scorsa stagione, mentre la Williams settima, al miglior piazzamento dal 2017. Per Verstappen è l'undicesimo hat trick (pole position, giro veloce e vittoria), dopo il Gran Premio del Qatar, in carriera in Formula 1, ed eguaglia Jim Clark, al terzo posto nella classifica di tutti i tempi, dietro solamente a Hamilton (19) e Schumacher (22). Per l'olandese è il sesto hat trick stagionale, per un nuovo record per il maggior numero segnati in un singolo campionato. Il pilota della Red Bull Racing, al trentesimo giro più veloce in carriera, rafforza il proprio record personale quale pilota con il maggior numero di successi in una singola stagione, con diciannove, e segna la percentuale record di vittorie di 86,6 in un singolo campionato. L'olandese estende a quarantuno gare, la seconda striscia più lunga di tutti i tempi, nel quale ottiene punti consecutivamente, con la serie iniziata nel Gran Premio dell'Emilia-Romagna 2022. L'olandese, che è stato solamente battuto una volta negli ultimi diciotto Gran Premi, in quello di Singapore, dove a trionfare fu la Ferrari per il solo costruttore diverso dalla Red Bull Racing a vincere in stagione, aggiorna il proprio record del maggior numero di podi conquistati in un singolo campionato, con ventuno. Il Gran Premio di Abu Dhabi diventa l'appuntamento dove Verstappen ha trionfato il maggior numero di volte, quattro, insieme a quello d'Austria. Il leader della classifica piloti, che non aveva mai trionfato per quattro volte consecutive sullo stesso tracciato, è il primo pilota della storia della categoria a completare più di 1 000 giri condotti da leader di gara in una singola stagione. Il numero totale dei giri condotto in campionato dal tre volte campione del mondo è 1 003, il quale equivalgono al totale dalla McLaren nella stagione 1988 con Alain Prost e Ayrton Senna. Verstappen stabilisce il nuovo primato di punti conquistati in una stagione (575), battendo quello precedente di 454 risalente al campionato precedente, nonché con il maggior margine sul secondo (290), battendo quello precedente di Sebastian Vettel (155) risalente al 2013. Verstappen, l'unico pilota a completare ogni giro di gara in stagione, il terzo della storia dopo Michael Schumacher nel 2002 e Hamilton nel 2019, si aggiudica, per il secondo anno di fila e con nove giri più veloci in campionato, il DHL Fastest Lap Award, riconoscimento introdotto nella stagione 2007. La Red Bull Racing, con il ventunesimo trionfo in stagione, rafforza il proprio record quale costruttore con il maggior numero di vittorie in una stagione, e segna la percentuale record di vittorie di 95,4 in un singolo campionato, battendo quello della McLaren risalente al 1988. Il costruttore austriaco ottiene trentasette vittorie dall'inizio del campionato precedente. Nel Gran Premio di Abu Dhabi e sul circuito di Yas Marina il team austriaco trionfa il maggior numero di volte, sette, al pari del Gran Premio di Monaco e sul circuito di Monte Carlo. La Red Bull Racing stabilisce il nuovo primato di punti conquistati in una stagione (860), battendo quello precedente della Mercedes (765) risalente al 2016, nonché con il maggior margine sul secondo (451), battendo quello precedente dello stesso costruttore tedesco (297) dello stesso campionato. La squadra di Milton Keynes si aggiudica, per il sesto anno di fila, con 543 punti e nove pit stop più rapidi, il DHL Fastest Pit Stop Award, riconoscimento introdotto nella stagione 2015. La sosta più rapida del campionato è appannaggio della McLaren per un pit stop di Norris nel Gran Premio del Qatar, con 1"80, il quale rappresenta un record mondiale. Leclerc conquista l'Overtake Award, premio introdotto nel corso del campionato della stagione 2021, per il miglior sorpasso della stagione votato tra tutti quelli scelti mensilmente, grazie alla manovra su Pérez nel precedente Gran Premio di Las Vegas. Tsunoda è il centoottantunesimo pilota differente nella storia del mondiale, il secondo del campionato dopo Piastri nel Gran Premio d'Italia, a condurre un Gran Premio, il primo giapponese da Takuma Satō nel Gran Premio d'Europa 2004 e solamente il secondo in generale di questa nazionalità. L'AlphaTauri ha condotto un Gran Premio per la prima volta da Gasly in quello d'Italia nella stagione 2020, dove ottenne l'unico successo. Tsunoda è premiato pilota del giorno per la prima volta, il terzo diverso partecipante al campionato a essere premiato con tale riconoscimento per la prima volta dopo Ocon e Piastri. Il pilota giapponese è il venticinquesimo pilota diverso a vincere il premio accessorio introdotto nel 2016, con il Giappone che diventa la quattordicesima diversa nazione premiata. Hamilton non vince un Gran Premio per la seconda stagione di fila, mentre per la prima volta dal 2005 nessun pilota britannico riesce a vincere una gara. La Mercedes manca il trionfo in un singolo campionato per la prima volta dal 2011. Il costruttore tedesco non vince in stagione per la prima volta nell'era turbo-ibrida iniziata nel 2014. Verstappen e Leclerc tagliano il traguardo nelle stesse posizioni del precedente Gran Premio di Las Vegas. L'olandese precede il monegasco per la seconda edizione consecutiva della gara. Per la sedicesima volta nella storia della massima categoria, di cui le ultime dodici gare a partire dal 2015, non si sono verificati ritiri, occorrenza verificatasi per l'ultima volta nel Gran Premio di Spagna, nonostante Sainz Jr. sia stato l'unico pilota a non tagliare il traguardo, comunque classificato per aver coperto il 90% della distanza di gara. È stato il primo Gran Premio conclusivo dell'anno di sempre terminato senza un singolo ritiro. La corsa non ha visto né l'utilizzo delle bandiere gialle, né della safety car e né della virtual safety car per la prima volta dal Gran Premio degli Stati Uniti d'America. Si è trattato del Gran Premio di Abu Dhabi più veloce della storia sul tempo della distanza di gara, dopo il debutto della corsa nella stagione 2009. La gara ha visto pilota vincitore quello partito dalla pole position per la nona edizione consecutiva a partire dal 2015. Il Gran Premio segna l'ultima gara in Formula 1 per l'Alfa Romeo e per l'AlphaTauri, con queste denominazioni, dopo rispettivamente duecentoquattordici e ottantatré gare disputate.
Sono stati cancellati 32 tempi dai commissari sportivi ai piloti per non aver rispettato i limiti della pista, durante le qualifiche. Si sono visti cancellare il tempo due volte quattro volte Alexander Albon (una volta alla curva 7 e tre volte alla curva 4), tre volte Lando Norris (una volta alla curva 1, una volta alla curva 12 e una volta alla 6) e Yuki Tsunoda (due volte alla curva 16 e una volta alla curva 1), due volte Daniel Ricciardo (entrambe le volte alla curva 1), Logan Sargeant (una volta alla curva 7 e una volta alla curva 4), Carlos Sainz Jr. (entrambe le volte alla curva 1), Charles Leclerc (una volta alla curva 1 e una volta alla curva 16), Lance Stroll (entrambe le volte alla curva 1), Oscar Piastri (una volta alla curva 4 e una volta alla curva 1) e Pierre Gasly (entrambe le volte alla curva 4), una volta Nico Hülkenberg (alla curva 1), Zhou Guanyu (alla curva 1), Lewis Hamilton (alla curva 1), Max Verstappen (alla curva 1), Kevin Magnussen (alla curva 4), Fernando Alonso (alla curva 1), Sergio Pérez (alla curva 1) e George Russell (alla curva 1).

### Risultati
I risultati del Gran Premio sono i seguenti:
| Pos | Nº | Pilota           | Costruttore                  | Giri | Tempo/Ritiro | Griglia | Punti |
| --- | -- | ---------------- | ---------------------------- | ---- | ------------ | ------- | ----- |
| 1   | 1  | Max Verstappen   | Red Bull Racing-Honda RBPT   | 58   | 1h27'02"624  | 1       | 26    |
| 2   | 16 | Charles Leclerc  | Ferrari                      | 58   | +17"993      | 2       | 18    |
| 3   | 63 | George Russell   | Mercedes                     | 58   | +20"328      | 4       | 15    |
| 4   | 11 | Sergio Pérez     | Red Bull Racing-Honda RBPT   | 58   | +21"453      | 9       | 12    |
| 5   | 4  | Lando Norris     | McLaren-Mercedes             | 58   | +24"284      | 5       | 10    |
| 6   | 81 | Oscar Piastri    | McLaren-Mercedes             | 58   | +31"487      | 3       | 8     |
| 7   | 14 | Fernando Alonso  | Aston Martin Aramco-Mercedes | 58   | +39"512      | 7       | 6     |
| 8   | 22 | Yuki Tsunoda     | AlphaTauri-Honda RBPT        | 58   | +43"088      | 6       | 4     |
| 9   | 44 | Lewis Hamilton   | Mercedes                     | 58   | +44"424      | 11      | 2     |
| 10  | 18 | Lance Stroll     | Aston Martin Aramco-Mercedes | 58   | +55"632      | 13      | 1     |
| 11  | 3  | Daniel Ricciardo | AlphaTauri-Honda RBPT        | 58   | +56"229      | 15      |       |
| 12  | 31 | Esteban Ocon     | Alpine-Renault               | 58   | +1'06"373    | 12      |       |
| 13  | 10 | Pierre Gasly     | Alpine-Renault               | 58   | +1'10"370    | 10      |       |
| 14  | 23 | Alexander Albon  | Williams-Mercedes            | 58   | +1'13"184    | 14      |       |
| 15  | 27 | Nico Hülkenberg  | Haas-Ferrari                 | 58   | +1'23"696    | 8       |       |
| 16  | 2  | Logan Sargeant   | Williams-Mercedes            | 58   | +1'27"791    | 20      |       |
| 17  | 24 | Zhou Guanyu      | Alfa Romeo-Ferrari           | 58   | +1'29"422    | 19      |       |
| 18  | 55 | Carlos Sainz Jr. | Ferrari                      | 57   | Motore       | 16      |       |
| 19  | 77 | Valtteri Bottas  | Alfa Romeo-Ferrari           | 57   | +1 giro      | 18      |       |
| 20  | 20 | Kevin Magnussen  | Haas-Ferrari                 | 57   | +1 giro      | 17      |       |

Max Verstappen riceve un punto addizionale per aver segnato il giro più veloce della gara.

## Classifiche mondiali

### Piloti
| Pos | Pilota           | Punti |
| --- | ---------------- | ----- |
| 1   | Max Verstappen   | 575   |
| 2   | Sergio Pérez     | 285   |
| 3   | Lewis Hamilton   | 234   |
| 4   | Fernando Alonso  | 206   |
| 5   | Charles Leclerc  | 206   |
| 6   | Lando Norris     | 205   |
| 7   | Carlos Sainz Jr. | 200   |
| 8   | George Russell   | 175   |
| 9   | Oscar Piastri    | 97    |
| 10  | Lance Stroll     | 74    |
| 11  | Pierre Gasly     | 62    |
| 12  | Esteban Ocon     | 58    |
| 13  | Alexander Albon  | 27    |
| 14  | Yuki Tsunoda     | 17    |
| 15  | Valtteri Bottas  | 10    |
| 16  | Nico Hülkenberg  | 9     |
| 17  | Daniel Ricciardo | 6     |
| 18  | Zhou Guanyu      | 6     |
| 19  | Kevin Magnussen  | 3     |
| 20  | Liam Lawson      | 2     |
| 21  | Logan Sargeant   | 1     |

### Costruttori
| Pos | Costruttore                  | Punti |
| --- | ---------------------------- | ----- |
| 1   | Red Bull Racing-Honda RBPT   | 860   |
| 2   | Mercedes                     | 409   |
| 3   | Ferrari                      | 406   |
| 4   | McLaren-Mercedes             | 302   |
| 5   | Aston Martin Aramco-Mercedes | 280   |
| 6   | Alpine-Renault               | 120   |
| 7   | Williams-Mercedes            | 28    |
| 8   | AlphaTauri-Honda RBPT        | 25    |
| 9   | Alfa Romeo-Ferrari           | 16    |
| 10  | Haas-Ferrari                 | 12    |

## Decisioni della FIA
Nella giornata del giovedì, i commissari sportivi del precedente Gran Premio di Las Vegas, avendo ricevuto una segnalazione riguardo al linguaggio utilizzato nella conferenza stampa del Gran Premio del 16 novembre, e vista l'impossibilità di svolgere un'udienza la domenica mattina, delegano l'autorità ai commissari di questo Gran Premio. I team principal della Ferrari e Mercedes, Frédéric Vasseur e Toto Wolff, vengono convocati nella partecipazione all'udienza di Abu Dhabi. Lo scopo di quest'ultima è quello di determinare se vi sia una violazione dell'articolo 12.2.1.f del Codice Sportivo Internazionale della Federazione. Una violazione viene commessa in quanto il linguaggio utilizzato non è coerente e ritenuto inaccettabile. I due team principal ricevono un avvertimento formale.
Al termine della gara, un rappresentante di ciascuna squadra viene convocato dai commissari sportivi per una presunta violazione dell'articolo 34.13 del regolamento sportivo da parte del personale del proprio costruttore riguardo l'uso di adeguate protezioni per gli occhi, nel corso dei pit stop, durante la gara. Secondo i commissari, è sembrato che numerose infrazioni dell'articolo sono state commesse, ma tuttavia i filmati non sono stati sufficientemente chiari per determinare dove, ad esempio, era aperta una visiera, oppure che un membro della squadra potrebbe aver indossato degli occhiali o altra protezione per gli occhi. Si sono verificati numerosi esempi in cui la protezione per gli occhi non è stata utilizzata. Tutte le squadre sono state invitate a sottolineare l'importanza dell'utilizzo di questo strumento per tutto il personale che lavora su una vettura e garantire che l'articolo del regolamento sportivo sia rispettato in futuro.
Sergio Pérez viene convocato per alcune dichiarazioni fatte via radio con la propria squadra, al termine della corsa. Il pilota messicano della Red Bull Racing riceve un avvertimento formale. Il pilota britannico della Mercedes, Lewis Hamilton, non riceve sanzioni per aver causato una collisione con quello francese dell'Alpine, Pierre Gasly, alla curva 6.